# Benzotropolon
Benzotropolon je aromatska spojina, ki nastane s spojitvijo benzena in tropolona. V širšem pomenu se med benzotropolone uvrščajo vse snovi z benzotropolonskim ogrodjem dveh sklopljenih aromatskih obročev, šestkotnega iz benzena in sedemkotnega iz tropolona. Med spojine z benzotropolonskim ogrodjem sodi več glivnih pigmentov ter teaflavin.